# 巴德库希
巴德库希（Badkuhi），是印度中央邦Chhindwara县的一个城镇。总人口10764（2001年）。

## 人口
该地2001年总人口10764人，其中男性5594人，女性5170人；0—6岁人口1174人，其中男602人，女572人；识字率71.77%，其中男性为79.73%，女性为63.15%。